# Bernard Ducuing
Pour les articles homonymes, voir Ducuing.
Bernard Ducuing, né le 19 mai 1950 à Provins (Seine-et-Marne) et mort le 3 janvier 2024 à Fréjus (Var),  est un footballeur français.

## Biographie
Bernard Ducuing naît le 19 mai 1950 à Provins (Seine-et-Marne).

### Carrière
Il joue au poste milieu de terrain offensif ou attaquant du début des années 1970 au milieu des années 1980.
Il passe notamment par les clubs du Red Star, de Reims et de Montpellier.
Au total, il dispute 199 matchs en Division 1 et 197 matchs en Division 2.

### L’après football
En février 2014, il se présente aux élections municipales de Sainte-Maxime, sur une liste sans étiquette, menée par Thierry Gobino, et aux côtés de David Ginola. La liste « Sainte-Maxime autrement » sur laquelle il figure en 21e position obtient 26% des suffrages et 4 sièges au conseil municipal.

### Décès
Bernard Ducuing meurt le 3 janvier 2024 à Fréjus (Var) à l'âge de 73 ans.

## Palmarès
- Champion de France de Division 2 en 1974 avec le Red Star
- Vice-Champion de France de Division 2 en 1981 avec le Montpellier PSC
- Finaliste de la Coupe de France en 1977 avec le Stade de Reims
- Vainqueur de la Coupe des Alpes en 1977 avec le Stade de Reims

## Statistiques
- 199 matchs et 22 buts en Division 1
- 197 matchs et 49 buts en Division 2